# Cerbero (Marte)

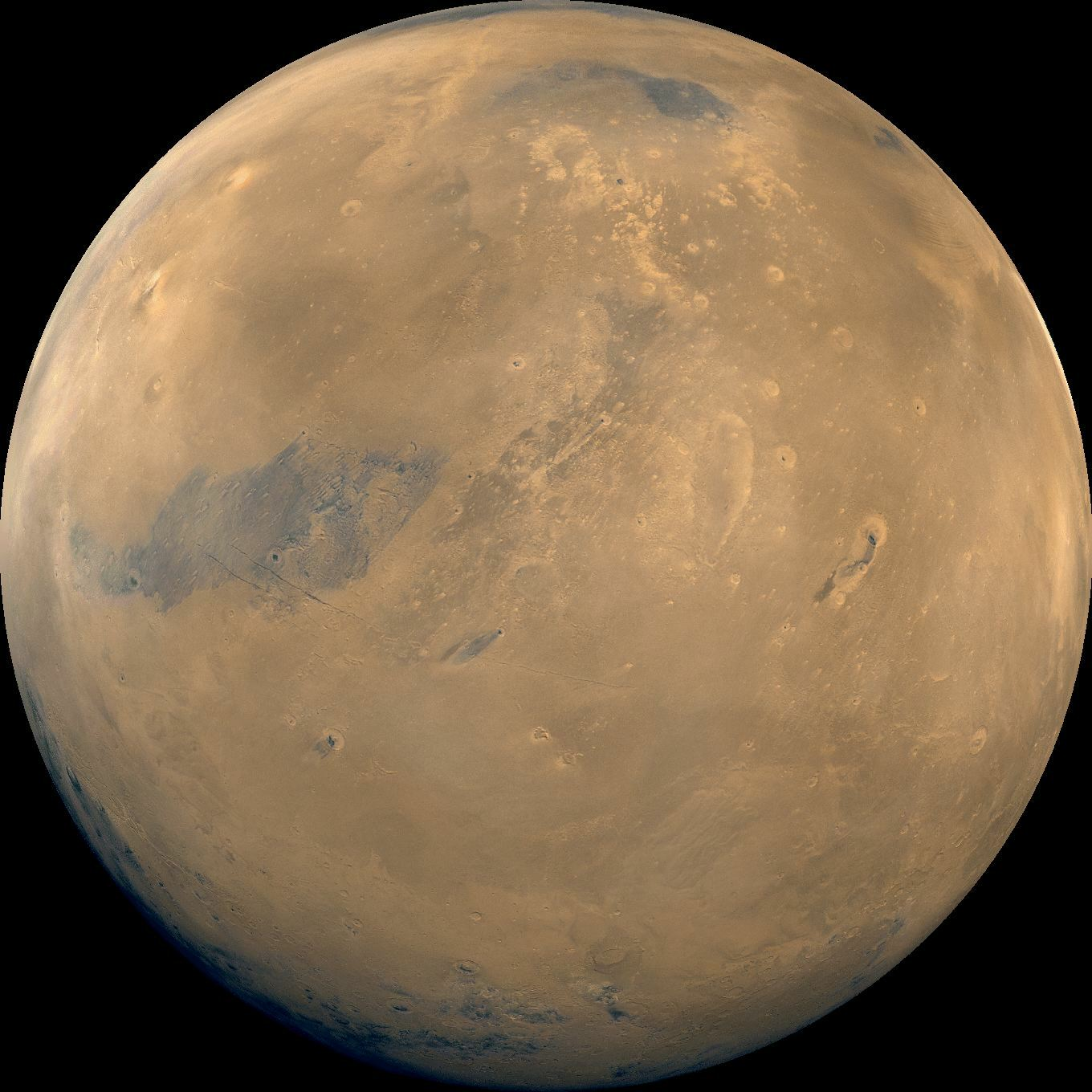
Cerbero es el área oscura a la izquierda del centro de la imagen del planeta

Cerbero es un punto con una mancha oscura de grandes dimensiones (una característica del albedo) ubicada en Marte, que lleva el nombre del mítico perro Cerbero. Las marcas arqueadas (curvas) en la parte superior derecha están en las llanuras de Amazonis y pueden ser dunas de arena. El volcán Elysium Mons, un área amarilla al norte de Cerbero, tiene varios canales que irradian desde sus flancos. Los tres puntos brillantes, arriba a la izquierda, son volcanes parcialmente velados por nubes delgadas.
Las imágenes de alta resolución muestran que la mayor parte de las llanuras de Cerbero está cubierta por lavas infladas y con estrías laminadas, que se interpretan como flujos de láminas aisladas. Las lavas de las llanuras de Cerbero del este se originan en las fisuras y escudos presentes en las Fosas de Cerbero. Algunos flujos se extienden 2000 km a través de las llanuras de Amazonis. Los Valles de Athabasca están incisos y embalsamados en lavas vírgenes, lo que indica que los eventos fluviales de Athabasca fueron en la misma fecha de las erupciones volcánicas. Los depósitos de la Formación Medusae Fossae encuentran tanto encima como debajo de las lavas, lo que sugiere que la deposición de esta formación fue contemporánea con el vulcanismo. Las estadísticas de cráteres pequeños indican que las lavas en las llanuras occidentales de Cerbero pueden tener menos de un millón de años, pero las isócronas modelo pueden no ser confiables si la población de cráteres pequeños está dominada por cráteres secundarios (cráteres formados por material expulsado por impactos más grandes). Las imágenes que no muestran grandes cráteres con diámetros superiores a 500 metros superpuestos en las lavas de las llanuras de Cerbero occidental indican que la misma superficie tiene menos de 49 Ma (millones de años).